# Malagiri
Malagiri (en népalais : मलायागिरी) est un comité de développement villageois du Népal situé dans le district de Gulmi. Au recensement de 2011, il comptait 2 187 habitants.